# Béchouate
Béchouate (arabe : بشوات) est un village libanais situé dans la plaine de la Bekaa au Liban. Le village est célèbre grâce au Sanctuaire de Notre-Dame de Béchouate, sanctuaire marial et lieu de pèlerinage chrétien. Des miracles divins ont été rapportés et attribués à Notre-Dame de Béchouate.
Les habitants de Béchouate sont des Libanais et des disciples de l’Église catholique maronite. Les ancêtres des habitants du village sont venus à Béchouate de Bsharri au début du 17e siècle.
L'église de Notre-Dame de Béchouate a été construite au XVIIIe siècle sur les ruines d'un temple romain. Un ancien chêne abrite la petite cour de l’église.
Le nom Béchouate a des origines araméennes, ce qui signifie "initiation" ou "facilitateur".
Des objets archéologiques, tels que des jarres et des poteries, ont été découverts dans les grottes funéraires et les tombes taillées dans la roche de Béchouat. Un autel en pierre avec des représentations de la triade héliopolitaine (en) a également été trouvé dans le village.